# 호르스트 쾰러
호르스트 쾰러(독일어: Horst Köhler, 독일어 발음: [ˈhɔʁst ˈkøːlɐ] ( 듣기), 문화어: 호르스트 쾰레르, 1943년 2월 22일~2025년 2월 1일)는 독일의 정치인이다. 2004년 7월 1일부터 독일의 제9대 대통령에 재임했으나 2010년 5월 31일 중도 사임했다.
그 전에는 2000년부터 2004년 3월까지 국제 통화 기금의 총재였으며, 독일 기독민주연합의 당원이었다.

## 인물과 경력

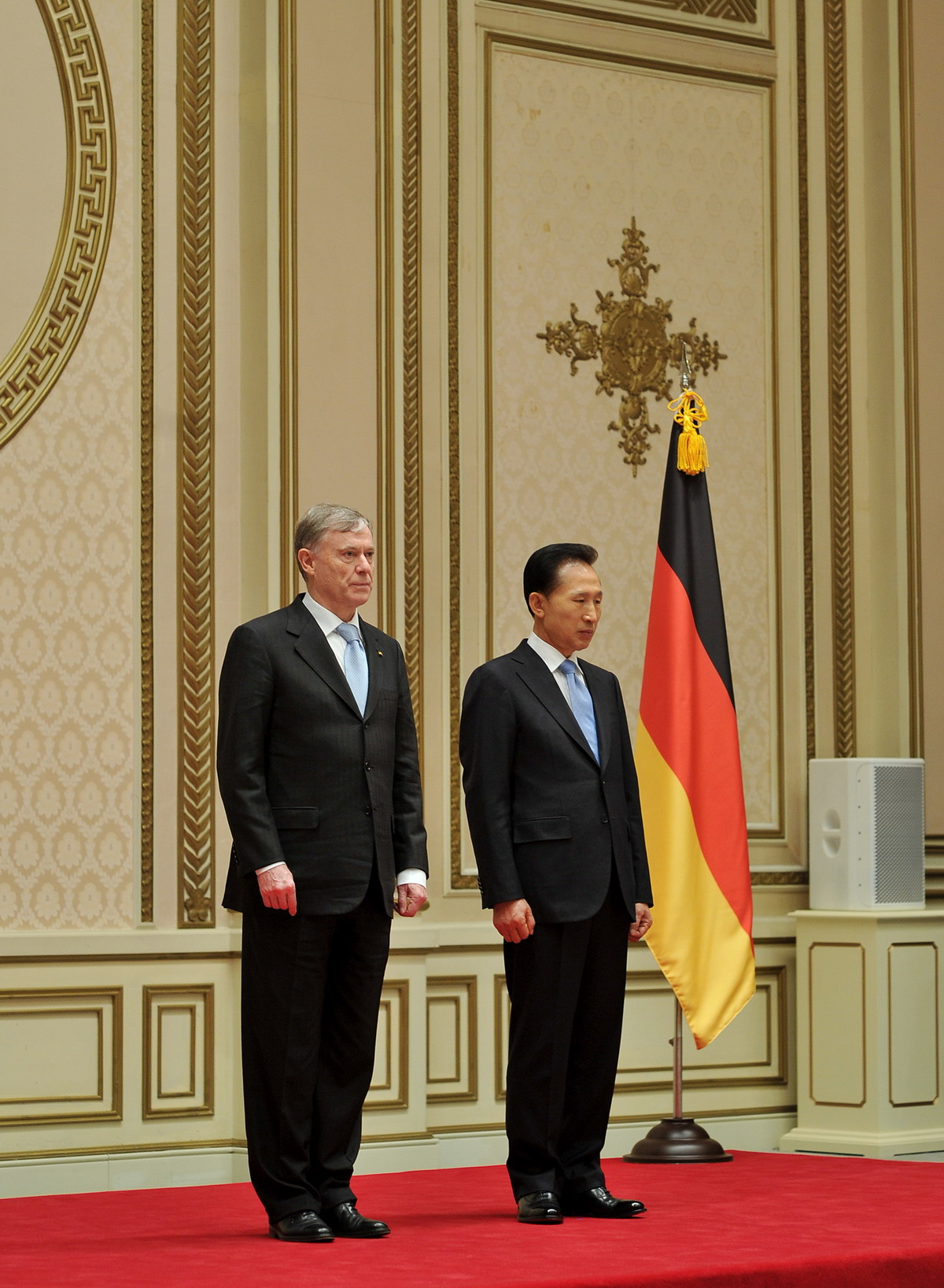
이명박 대통령(우)과 호르스트 쾰러 대통령(좌) - 2010년 2월 8일

### 출신과 성장 과정
쾰러는 제2차 세계 대전 중이던 1943년, 독일군의 점령 하에 있던 폴란드의 스키에르비에슈프(하이덴슈타인)에서 태어났다. 그의 부모는 지금의 몰도바인 베사라비아의 북부에 살고 있던 독일인으로, 벌치 근교에 있던 그 마을은 1865년 독일 이민자들에 의해 건설되었다. 1940년 독소 불가침 조약의 결과 소련이 베사라비아를 병합하면서 나치스의 정책에 의해 독일계 주민들은 독일 본국에 모아졌고 점령지를 독일화하려는 목적으로 폴란드로 이주당했다.
전후 그의 일가는 라이프치히 근교에 정착했지만, 동독 정부가 집단 농장화를 진행시키는 것을 싫어해 1953년 서베를린으로 이주한 뒤, 바덴뷔르템베르크주에 있는 난민 캠프에 들어갔다. 1957년 그의 일가는 간신히 루트비히스부르크에 땅을 얻었고, 쾰러는 이곳에서 김나지움 생활을 했다. 1963년 김나지움을 졸업하면서 독일 연방방위군에서 병역을 했으며, 1965년 튀빙겐 대학에 입학해 경제학과 정치학을 배웠고, 1969년에는 경제학 박사가 되었다. 이 해부터 1976년까지 같은 대학의 경제학 연구소에 속해 있었으며 1977년 박사 학위를 취득하였다.

### 경제 관료, 국제 통화 기금 총재
1981년 독일 기독교민주연합에 입당했다. 1990년부터 1993년까지 독일 연방 재무차관을 역임했으며 1993년부터 1998년까지 독일 저축은행협회 회장을 역임했다. 1998년부터 2000년까지 유럽 부흥 개발 은행 총재를 역임했고 2000년부터 2004년까지 국제 통화 기금 총재를 역임했다.

### 대통령
2004년 5월 23일에 열린 독일 대통령 선거에서 과반수를 얻은 쾰러가 제9대 독일 대통령으로 선출되었다. 쾰러는 이전의 이력에 정치 경력이 없는 첫 독일 대통령이며, 또 현 독일 영토 밖에서 출생한 유일한 대통령이기도 하다.
2005년 2월에는 이스라엘을 처음으로 방문하여 전임 대통령 요하네스 라우에 이어 두 번째로 이스라엘 국회에서 연설한 대통령이 되었다. 그 해 7월 연방 의회 선거를 일 년 앞당겨 실시하고 싶다 밝힌 게르하르트 슈뢰더 수상의 제안으로 수상 불신임안이 가결되어 대통령의 권한으로 연방 의회에 해산을 명하는 극히 이례적인 일이 벌어졌다. 이 선거의 결과로 슈뢰더 정권이 물러나고, 앙겔라 메르켈 정권이 성립되었다.
독일 현지에서는 기민당과 기사당 내에서 그를 지지하는 목소리가 높았으며 2009년 5월 23일에 독일 대통령 선거에서 재선되었다. 이후 2010년 5월 22일, 아프가니스탄 방문 도중 독일의 경제적 이익을 보호하기 위해 군사작전이 필요하다는 식의 인터뷰를 하여 '포함(砲艦) 외교' 논란을 야기했으며, 이로 인해 5월 31일에 대통령직에서 자진 사임했다.

## 가족
- 배우자: 에바 보네트
- 자녀: 3명

## 역대 선거 결과
| 선거명      | 직책명        | 대수 | 정당                | 득표율 | 득표수 | 결과 | 당락 |
| ----------- | ------------- | ---- | ------------------- | ------ | ------ | ---- | ---- |
| 2004년 선거 | 독일의 대통령 | 9대  | 독일 기독교민주연합 | 50.1%  | 604표  | 1위  |      |
| 2009년 선거 | 독일의 대통령 | 9대  | 독일 기독교민주연합 | 50.08% | 613표  | 1위  |      |